# Аладов, Николай Ильич
Никола́й Ильи́ч Ала́дов (бел. Мікалай Ільіч Аладаў, 9 [21] декабря 1890, Санкт-Петербург — 4 декабря 1972, Минск) — белорусский советский композитор, педагог. Народный артист Белорусской ССР (1955). Член ВКП(б) с 1944 года.
Муж Елены Васильевны Аладовой.

## Биография
Родился в Санкт-Петербурге 9 (21) декабря 1890 года. Отец — Илья Семёнович Аладов (12.04.1852—23.05.1916), выпускник Ларинской гимназии (1869; золотая медаль) и студент физико-математического факультета Петербургского университета, член Санкт-Петербургского математического общества; мать — дочь И. В. Вуича Анна Ивановна (1853—03.01.1911); дед — Семён Николаевич Аладов (1814—1880) вышел в отставку в 1867 году в чине действительного статского советника. Кроме Ильи Семёновича у деда был ещё старший сын Николай (19.08.1849—19.02.1871) — дядя Николая Ильича.
В 1910 году экстерном окончил Санкт-Петербургскую консерваторию.
С 1923 года преподавал в Государственном институте музыкальной культуры в Москве; в 1924 году переехал в Минск, где стал одним из организаторов Белорусской консерватории.
В годы войны, с 1941 по 1944 годы, преподавал в Саратовской консерватории. Вернувшись в Минск, с 1944 года по 1948 годы руководил Белорусской консерваторией, с 1946 года — профессор.

Могила Аладова на Восточном кладбище Минска.

Умер в Минске 4 декабря 1972 года. Похоронен на Восточном кладбище.
Именем Н. Аладова названа музыкальная школа в Минске, установлена мемориальная доска. В честь супругов Аладовых названа улица в Минске.

## Творчество
Н. И. Аладов — один из основоположников симфонического, камерно-инструментального и камерно-вокального, кантатного, хорового жанров белорусской музыки.
Автор оперы «Андрей Костеня» (1947), комической оперы «Тарас на Парнасе» (1927), кантат «Над рекой Орессой» и др., десяти симфоний, вокальных циклов на стихи Я. Купалы, М. А. Богдановича, М. Танка, других музыкальных произведений.

## Награды и премии
- народный артист Белорусской ССР (1955). Долгое время ошибочно считалось, что Н. Аладов был Народным артистом СССР. Эту информацию официально опроверг автор сайта «Некрополь мастеров искусств», который связывался для уточнения с родственниками композитора. После получения информации страница Аладова была удалена с данного сайта.
- орден Трудового Красного Знамени (1944, 31.12.1970)
- орден «Знак Почёта» (1948)
- медаль «За трудовое отличие» (20.06.1940) — за выдающиеся заслуги в деле развития белорусского театрального и музыкального искусства